# Régiment d'O'Brien
Est le même que Régiment de Bulkeley
Le régiment de d'O'Brien est un régiment français de l'Ancien Régime incorporé dans la Brigade irlandaise.

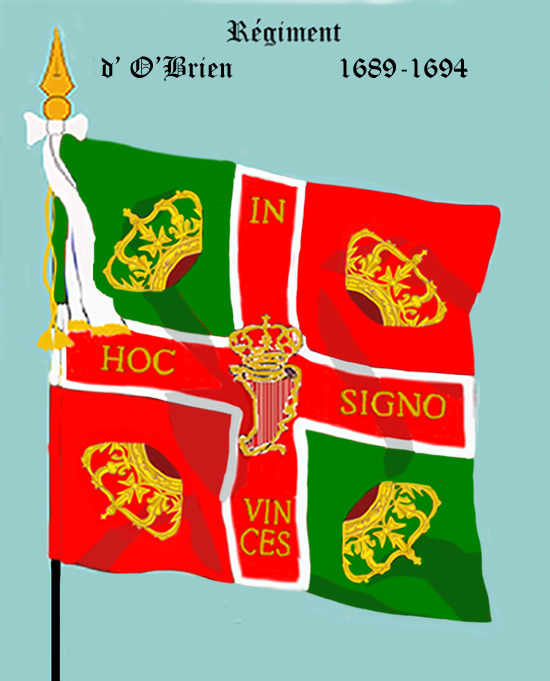
Drapeau d'Ordonnance du régiment

Ce régiment a été constitué à la suite de la bataille de la Boyne (1690) et du traité de Limerick (1691) autorisant les opposants irlandais à émigrer au service du roi de France.

## Création et différentes dénominations
- Une mention du régiment d'irlandais d'O'Brien a été trouvée dans un registre notarié à la date du 4 mars 1659 à Brignemont (Haute-Garonne)[1].
- 1689 : création du régiment O'Brien
- 1694 : le régiment est renommé régiment de Lee
- 1707 : le régiment est nommé Régiment Bulkeley du nom de son colonel du moment François de Bulkeley.
- 1754 : le régiment est placé sous les ordres de Henri de Bulkeley, fils de François de Bulkeley.
- 1762 : il est renforcé par incorporation du régiment Royal-Écossais
- 1775 : intégration du régiment de Clare

## Sa succession
- 1775 : Il est réformé et incorporé au régiment Dillon

## Combats et batailles
Entré en 1692 au service de la France
- 1740-1748 : Guerre de Succession d'Autriche
  - 1745 :
    - 11 mai Bataille de Fontenoy Il est le seul à avoir conquis un trophée à cette bataille.

Commandé successivement par : 1692 Lord Montcashel, 1694 S.Lee, 1704 S.Lee, 1733-1754 Comte de Bulkeley... Une partie du régiment était en Amérique durant la guerre de Sept Ans. Ils furent vus aux différentes batailles, du Fort William Henry en passant par Carillon jusqu'à la défaite de Québec, mais semble-t-il sans leurs drapeaux. Ils étaient repérés avec leurs uniformes rouges (comme les Anglais) à parement vert, ce qui terrorisait les Britanniques, qui savaient que face aux Irlandais, ils paieraient cher leurs ignominies et cruautés en terre d'Irlande... Les Irlandais disent que Montcalm aurait gagné la bataille de Québec, s'ils avaient eu le temps de sortir de la ville, chasser les Anglais ! Cela pour dire la vaillance qui animait cette Brigade Irlandaise qui criait en chargeant les "godons" : Souvenez vous de Limerick et de la perfidie des Saxons « Cuimhnigh ar Luimneach ».